# The Gang
The Gang ist ein kooperatives Kartenspiel der Spieleautoren John Cooper und Kory Heath für drei bis sechs Mitspieler aus dem Jahr 2024. Es handelt sich dabei um eine kooperative Umsetzung der Pokervariante Texas Hold’em mit eingeschränkten Kommunikationsmöglichkeiten. 2025 wurde es in der deutschen Version auf die Empfehlungsliste für das Kennerspiel des Jahres aufgenommen.

## Thema und Ausstattung
Bei dem Spiel handelt es sich um ein Kartenspiel, bei dem die Mitspieler gemeinsam eine Pokerpartie gewinnen müssen. Die Regeln bauen dabei auf denen der Pokervariante Texas Hold’em auf, die Kommunikation während des Spiels ist dabei eingeschränkt und erfolgt im Wesentlichen durch den Einsatz von Spielchips. Die einzelnen Runden werden als „Überfälle“ gespielt und die Spieler müssen gemeinsam drei Überfälle gewinnen, um das Spiel zu gewinnen.
Das Spielmaterial besteht neben der Spielanleitung aus 52 Spielkarten entsprechend des normalen Pokerblatts, drei Tresor- und drei Alarmkarten, zehn Challenge-Karten, zehn Spezialisten-Karten, 24 Spielchips in vier Farben und jeweils sechs Überblickskarten für den Spielablauf und die Ränge und Kartenkombinationen.

## Spielweise
Zur Vorbereitung des Spiels werden die jeweils drei Tresor- und drei Alarmkarten sowie die Spielchips entsprechend der Spieleranzahl oberhalb der Spielfläche platziert. Jeder Spieler bekommt jeweils eine der beiden Überblickskarten und legt sie vor sich ab.

### Spielregeln
Das Spiel selbst wird über drei bis fünf Überfälle mit jeweils vier Runden gespielt. Vor der ersten Runde, dem „Pre-Flop“, werden die Karten gemischt und jeder Spieler bekommt verdeckt zwei Handkarten, die er sich jederzeit ansehen darf. Die restlichen Karten bilden einen verdeckten Stapel in der Tischmitte, daneben bleibt Platz für fünf Karten als offene Auslage. Oberhalb der Auslage werden die weißen Chips in aufsteigender Wertreihenfolge platziert. Danach nimmt sich jeder Spieler, der möchte, einen Chip aus der Mitte oder auch von einem Mitspieler, um die aktuelle Stärke seiner Kartenhand zu signalisieren; die Spieler richten sich dabei nach der Übersichtskarte der möglichen Kartenkombinationen. Er kann auch einen vor sich liegenden Chip wieder in die Tischmitte abgeben. Sobald jeder Mitspieler einen weißen Chip vor sich liegen hat, endet der Pre-Flop.
Im folgenden zweiten Schritt, dem „Flop“, werden die gelben Chips ausgelegt und ein Spieler legt die obersten drei Karten des Nachziehstapels als Gemeinschaftskarten offen aus; auch hier versuchen die Spieler, ihre Kartenstärke mit den Chips anzuzeigen bis vor jedem Spieler neben dem weißen ein gelber Chip liegt. Es folgt der „Turn“ mit den orangen Chips und einer weiteren Gemeinschaftskarte und zuletzt der „River“ mit der letzten Gemeinschaftskarte und den roten Chips.
Nach dem River kommt es zum „Showdown“, in dem die Karten ausgewertet werden. Dabei gelten nur noch die roten Chips, die in der letzten Runde verteilt wurden. Beginnend mit dem Spieler, der den 1er-Chip genommen hat, decken die Spieler nacheinander ihre beiden Handkarten auf und benennen ihre bestmögliche Kartenkombination aus den Handkarten und den ausliegenden Gemeinschaftskarten:
| Name                       | Bedeutung                                       | Beispiel         | Entscheidungskriterium                |
| -------------------------- | ----------------------------------------------- | ---------------- | ------------------------------------- |
| Höchste Karte (High Card)  | Keine der unteren Kombinationen                 | A♠ K♦ J♠ 7♣ 4♣   | Höhe der einzelnen Karten             |
| Ein Paar (One Pair)        | Zwei Karten gleichen Wertes                     | 10♠ 10♥ J♦ 8♣ 6♥ | Höhe des Paars und der Beikarten      |
| Zwei Paare (Two Pair)      | Zwei Paare                                      | J♦ J♠ 8♣ 8♠ A♠   | Höhe der Paare und der Beikarte       |
| Drilling (Three of a Kind) | Drei Karten gleichen Wertes                     | Q♣ Q♥ Q♠ A♥ 4♣   | Höhe des Drillings und der Beikarten  |
| Straße (Straight)          | Fünf Karten in einer Reihe                      | 7♥ 8♣ 9♦ 10♥ J♠  | Höchste Karte                         |
| Flush                      | Fünf Karten in einer Farbe                      | 3♠ 5♠ 8♠ 9♠ K♠   | Höhe der einzelnen Karten             |
| Full House                 | Ein Drilling und ein Paar                       | K♥ K♣ K♦ 9♠ 9♦   | Höhe des Drillings und Höhe des Paars |
| Vierling (Four of a Kind)  | Vier Karten gleichen Wertes                     | A♣ A♦ A♥ A♠ 4♠   | Höhe des Vierlings und der Beikarte   |
| Straight Flush             | Straße in einer Farbe                           | 8♣ 9♣ 10♣ J♣ Q♣  | Höchste Karte                         |
| Royal Flush                | Straße in einer Farbe mit Ass als höchste Karte | 10♦ J♦ Q♦ K♦ A♦  | Split Pot                             |

Wenn die Kombinationen über alle Spieler gleich bleiben oder wertvoller werden, haben sie einen Überfall gewonnen und dürfen eine Tresorkarte umdrehen, andernfalls müssen sie eine Alarmkarte umdrehen. Das Spiel endet, wenn entweder alle drei Tresorkarten oder alle drei Alarmkarten umgedreht wurden. Im ersten Fall gewinnen die Spieler das Spiel, im letzteren verlieren sie.

### Erweiterte Regeln
Das Spiel ist neben der Normalversion auch in mehreren Versionen für Fortgeschrittene mit erweiterten Regeln spielbar. Die Anleitung gibt dabei es dabei die folgenden Modi:
Fortgeschrittenen-Modus
Im Fortgeschrittenen-Modus werden die jeweils zehn Challenge- und Spezialisten-Karten sortiert als verdeckte Stapel ausgelegt. Diese kommen abhängig vom Ausgang des ersten Überfalls ab dem zweiten ins Spiel. War der vorherige Überfall erfolgreich, wird die oberste Challenge-Karte aufgedeckt und das Spiel damit schwieriger. Ist der vorherige Überfall gescheitert, wird die oberste Spezialisten-Karte aufgedeckt und das Spiel damit erleichtert.
Profi-Modus
Der Profi-Modus baut auf dem Fortgeschrittenen-Modus auf und bringt ebenfalls die Challenge- und Spezialisten-Karten ins Spiel. Hier wird allerdings direkt zu Beginn eine Challenge-Karte ausgelegt, die über das gesamte Spiel aktiv wird und jede Runde durch eine weitere Challenge- oder Spezialisten-Karte ergänzt wird.
Meisterdieb-Modus
Der Meisterdieb-Modus baut ebenfalls auf dem Profi-Modus auf und bringt die Challenge-Karten, nicht jedoch die Spezialisten, ins Spiel. In jedem Spiel sind dabei jeweils zwei zufällige Challenge-Karten über das gesamte Spiel aktiv. Zusätzlich verlieren die Spieler bereits nach zwei umgedrehten Alarmkarten.

## Veröffentlichung und Rezeption
Das Spiel The Gangs wurde von den Spieleautoren John Cooper und Kory Heath entwickelt und erschien 2024 bei Kosmos Spiele in einer deutschen und englischen Version sowie in Zusammenarbeit mit iello in einer französischen Ausgabe. 2025 erschienen zudem Ausgaben auf Polnisch in Zusammenarbeit mit Galakta, auf Niederländisch bei 999 Games und auf Japanisch bei GP Games.
2025 wurde das Spiel in der deutschen Version auf die Empfehlungsliste für das Kennerspiel des Jahres aufgenommen.

## Belege
1. 1 2 3 4 5 6 7 8 9 10  Spielanleitung The Gang, Kosmos Spiele 2024
2. ↑  Versionen von The Gang in der Spieledatenbank BoardGameGeek (englisch); abgerufen am 8. Juni 2025.
3. ↑  The Gang auf der Website des Spiel des Jahres e.V., abgerufen am 8. Juni 2025.